# Isurus oxyrinchus
El tiburón mako, marrajo común o de aleta corta (Isurus oxyrinchus) es una especie de elasmobranquio lamniforme de la familia Lamnidae. Puede medir entre 3,5 y 4 metros de longitud. Tiene una distribución muy amplia: se encuentra en el océano Pacífico, Atlántico, Índico, mar Mediterráneo y Mar Caribe mar Rojo. Se considera que está en peligro de extinción, por sobrepesca.
Considerado globalmente vulnerable de extinción (IUCN 2014), este tiburón ha estado sujeto a niveles elevados de mortalidad por pesca en el Atlántico Norte, y se estima, con base en un análisis de modelaje demográfico, que su abundancia se ha reducido entre 20 y 80 % (Kyne et al. 2012). Los datos históricos de captura en la pesquería palangrera industrial venezolana muestran una caída paulatina de los números a lo largo de los últimos años (Tavares y Arocha 2008, Arocha et al. 2013). Debido a la vulnerabilidad de sus poblaciones, la Comisión Internacional para la Conservación del Atún Atlántico ha instado a las naciones contratantes a que realicen esfuerzos que contribuyan a reducir sus niveles de mortalidad por pesca.

## Características
El marrajo común es un gran tiburón con el cuerpo fusiforme, robusto, macizo y muy hidrodinámico. Su hocico es cónico y puntiagudo y la boca es grande y estrecha, en forma de U con amplios diastemas separando las hemimandíbulas. Los ojos son redondos, negros y de tamaño mediano. Aletas escapulares medianas, de extremo ligeramente redondeado. Primera dorsal mediana y de extremo ligeramente redondeado, con su origen justo por detrás de las escapulares; segunda dorsal y anal diminutas, ambas enfrentadas. Aleta caudal grande de lóbulos anchos y en forma de media luna, con el lóbulo superior ligeramente más grande que el inferior. Hendiduras branquiales grandes, cinco pares en total. Pedúnculo caudal deprimido y ensanchado por grandes quillas laterales muy largas. Los dientes son grandes,de cúspide ancha (en los adultos) y flexionada, con los bordes lisos, el tercer diente superior es diminuto e inclinado seguido de diastema. Es de color azul oscuro en el dorso, más claro en los costados y blanco puro en el vientre.

### Tamaño
Son tiburones de gran tamaño, habiéndose registrado el largo de una hembra capturada en 4,5 metros. El tamaño usual de ejemplares adultos bien desarrollados suele estar entre 3,5 y 4 metros de longitud, con pesos de hasta 120 kg.

## Historia natural
Se sabe que ha atacado a personas y embarcaciones sin provocación previa, por lo que es considerado peligroso. Es muy buscado por los aficionados a la pesca deportiva ya que es muy combativo y potente.
Al igual que los otros tiburones pertenecientes a la familia Lamnidae los marrajos mantienen una temperatura corporal superior a la del medio (son homeotermos) lo que les permite realizar una digestión más rápida, triplicar su fuerza muscular o actuar más rápidamente. Es un tiburón pelágico de hábitos oceánicos.

### Reproducción
El marrajo es un tiburón ovovivíparo, con camadas de entre 4 y 8 fetos, máxima conocida de 16. Estos pequeños tiburones miden al nacer unos 70 centímetros, y crecerán según su sexo hasta madurar a 1,9 metros los machos y 2,6-2,8 metros en las hembras.
Cuando un marrajo tiene crías en su vientre, los embriones más desarrollados o las crías más desarrolladas se comen a sus hermanos y a los huevos, esta actividad de canibalismo se llama oofagia.

### Alimentación

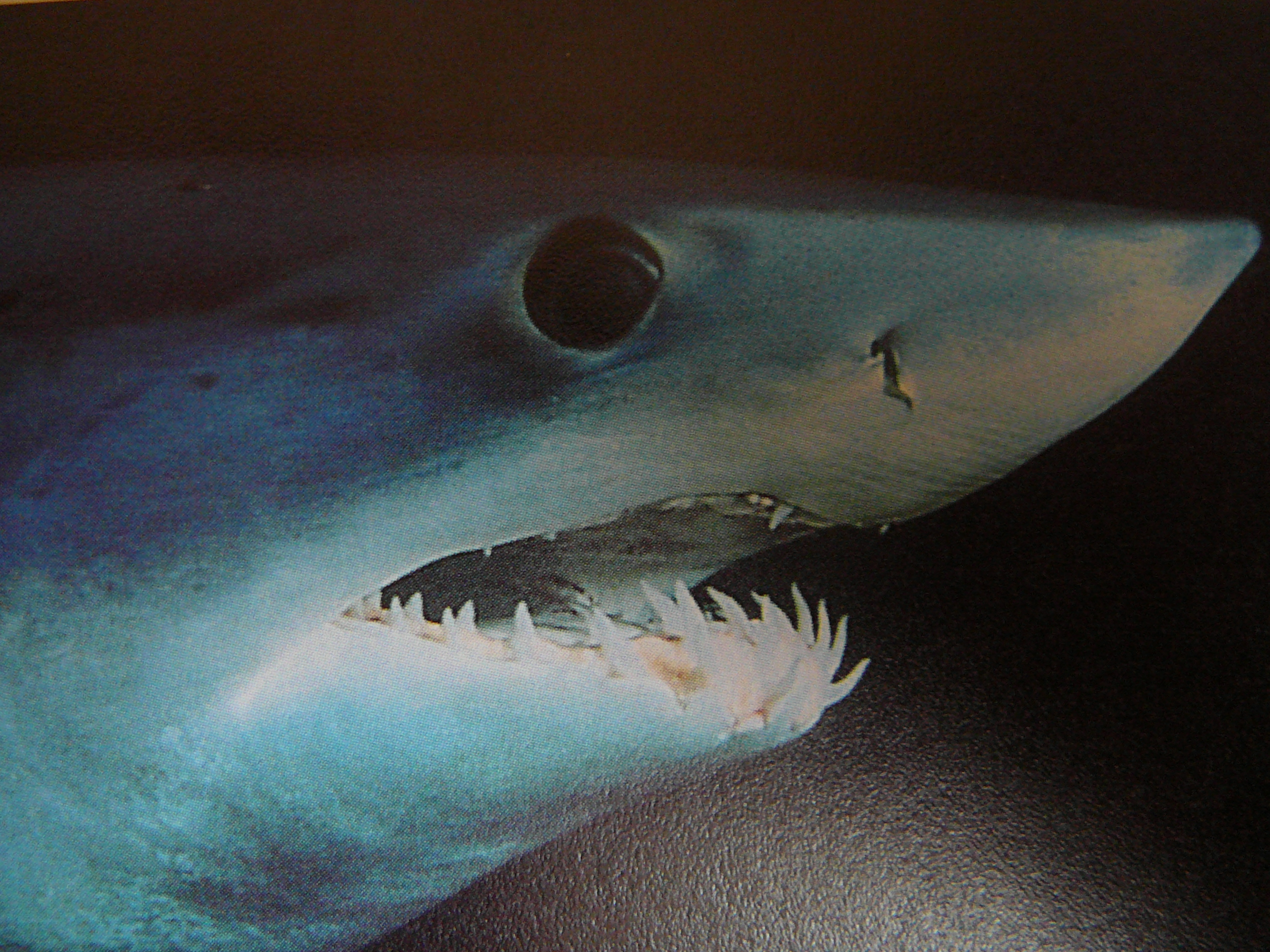
Cabeza de Isurus oxyrinchus.

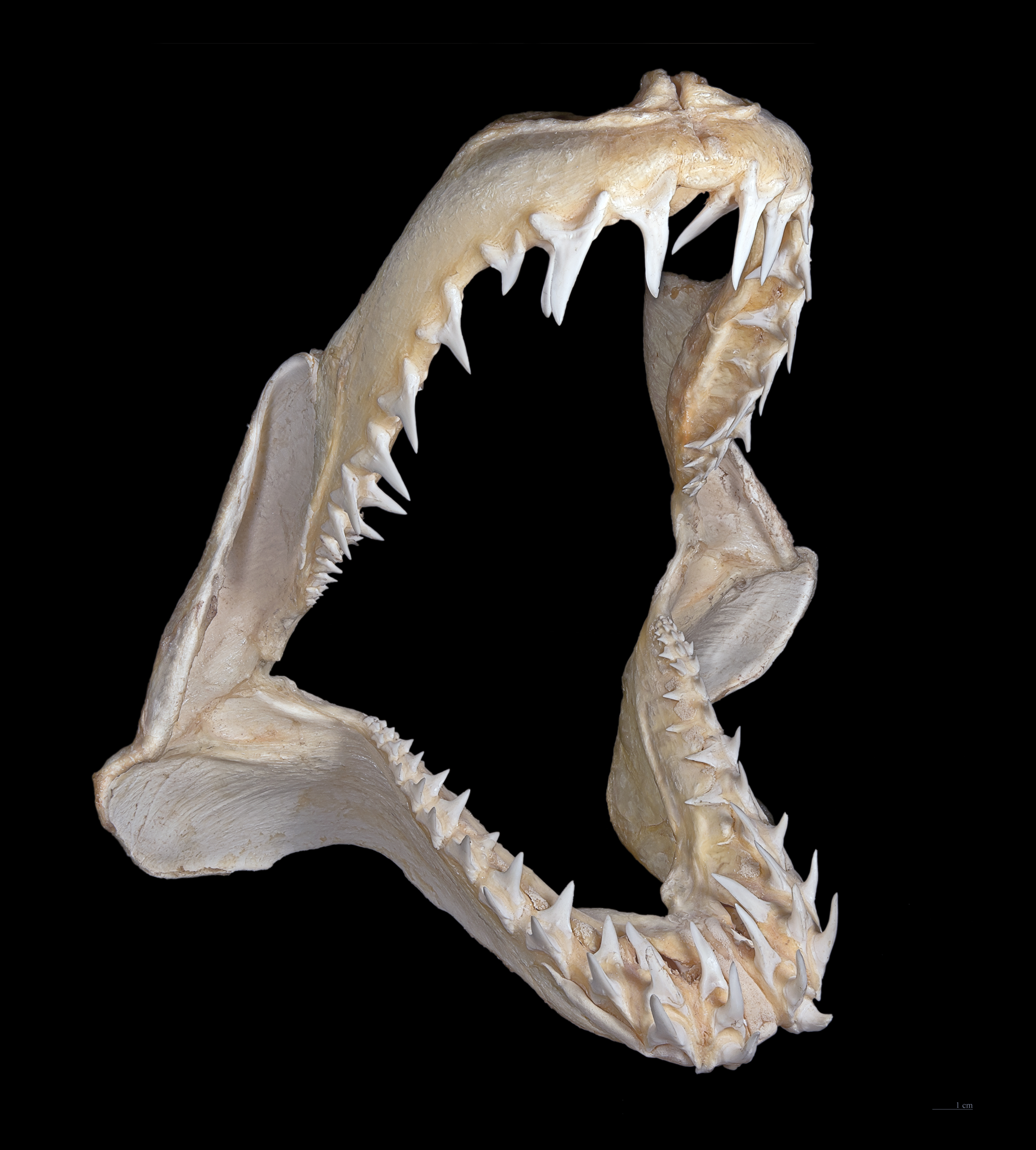
Isurus oxyrinchus- Mandíbulas.

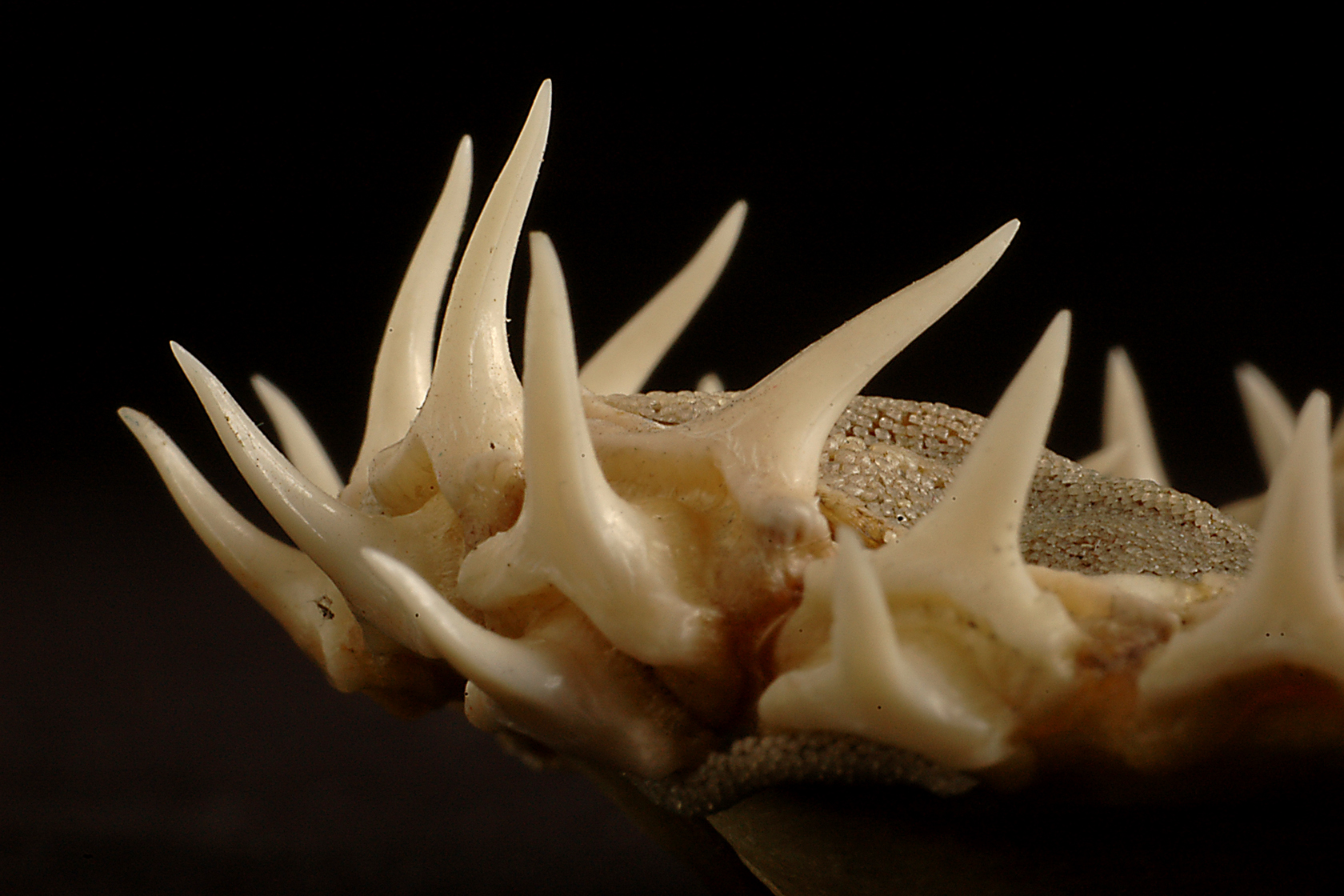
Dentadura inferior.

Este tiburón es un poderoso y veloz cazador de todo tipo de presas; su dieta consiste en peces (pequeños como la caballa, el arenque, el jurel, la sardina, el bonito, el listado, la bacoreta, etc. o grandes como el atún rojo, el pez espada, los marlines y los peces vela) calamares, otros tiburones, tortugas marinas, marsopas, delfines e incluso se han dado casos de ataques a pequeños cetáceos debido a su gran tamaño y agresividad. Es el más importante depredador del pez espada (Xiphias gladius) el cual representa una parte importante de la dieta de los grandes marrajos; Existe el caso de un ejemplar de marrajo de más de 300 kg capturado, en cuyo estómago se encontró un ejemplar joven de pez espada de 55 kg el cual estaba entero. Debido a su gran tamaño, dentición y agresividad son considerados tiburones peligrosos, ya que se han registrado una serie de ataques, tanto provocados como sin provocar. Es también responsable de ataques a embarcaciones (en las que en ocasiones salta en el interior, sobre todo durante la práctica de su pesca deportiva).
A pesar de su voracidad y peligrosidad, el marrajo no está en la cima de la cadena alimentaria ya que la orca es un predador natural de este pez. De hecho, se han registrado casos en aguas de Nueva Zelanda donde una orca destruyó a un marrajo, asestándole con su cola un golpe similar a uno de karate (comparativa realizada por los biólogos que presenciaron el ataque). Sin embargo, el marrajo consigue escapar a la lista de presas de su emparentado tiburón blanco, el otro gran predador marino, por los ambientes frecuentados por cada uno, ya que mientras el tiburón blanco es más frecuente en aguas cálidas y cercanas a la superficie, el marrajo es habitual en aguas profundas.

### Velocidad
Según Fernandez-Waid et al.(2019). El marrajo puede llegar a alcanzar velocidades de 70km/h. El secreto de tal potencia y velocidad es su morfología, que les confiere una buena hidrodinámica y su potente masa muscular. Dicha combinación de fuerza y velocidad les confiere a estos animales la capacidad de saltar muy alto fuera del agua, al igual que lo hace el tiburón blanco. Suele realizar dichos saltos cuando está prendido en un anzuelo de pesca, durante los cuales puede alcanzar entre 3 y 4 metros de altura.[cita requerida]

### Inteligencia
De todos los tiburones estudiados, el mako de aleta corta tiene una de las relaciones cerebro-cuerpo más grandes. Isuru Somawardana y su equipo de expertos en tiburones descubrieron que los mako son tiburones de aprendizaje rápido, capaces de determinar si los investigadores amenazaban o no. Los tiburones que participaron en el estudio (aunque nunca fueron los mismos individuos) después de la precaución inicial mostraron comportamientos únicos y nunca antes vistos, como negarse a hacer retroceder los ojos durante la alimentación y dejarse sujetar y tocar brevemente mientras se les ofrece cebo. El mako de aleta corta tampoco confía en la electrorrecepción cuando caza, a diferencia del gran tiburón blanco, basado en pruebas que involucran peces de fibra de vidrio con cable diseñados para emitir señales eléctricas débiles que se asemejan a peces reales de tamaño similar. En su lugar, se basan en el olfato, la audición y, lo más importante, en la visión. Los resultados de esta investigación se presentaron en un documental presentado por Shark Week en 1999 llamado "Mako: Swift, Smart & Deadly".

## Conservación
El mako de aleta corta actualmente está clasificado como «en peligro» por la UICN, según actualización de noviembre de 2018. La especie está siendo afectada por la pesca deportiva y comercial, y existe una proporción sustancial de captura incidental en las pesquerías con redes de deriva para otras especies. En junio de 2018, el Departamento de Conservación de Nueva Zelanda clasificó al tiburón mako de aleta corta como «no amenazado» con el calificativo «incierto de estar seguro en el extranjero» según el sistema de clasificación de amenazas de Nueva Zelanda.